# Germans Russo
Anthony Russo (3 de febrer de 1970) i Joseph Russo (18 de juliol de 1971) són dos germans directors, productors, guionistes i ocasionals actors d'Cleveland, Estats Units. Han dirigit la major part del seu treball de forma conjunta. Van guanyar un premi Emmy pel seu treball a la sèrie de comèdia Arrested Development i un MTV Movie Award per millor pel·lícula amb Avengers: Endgame. Són principalment coneguts pel seu treball a la sèrie Community, així com les pel·lícules de l'univers cinematogràfic de Marvel Captain America: The Winter Soldier, Captain America: Civil War, Avengers: Infinity War i Avengers: Endgame.

## Filmografia

### Cinema
| Any  | Títol                               | Crèdits                                     | Notes                                   |
| ---- | ----------------------------------- | ------------------------------------------- | --------------------------------------- |
| 1997 | Pieces                              | Directors, Editors, Productors i Guionistes | Actor (únicament Joe)                   |
| 2002 | Welcome to Collinwood               | Directores, escritors                       |                                         |
| 2006 | You, Me and Dupree                  | Directors                                   |                                         |
| 2007 | Crashing                            | Productors                                  |                                         |
| 2014 | Captain America: The Winter Soldier | Directors                                   | Actor (únicament Joe)                   |
| 2014 | A Merry Friggin' Christmas          | Productors                                  |                                         |
| 2016 | Captain America: Civil War          | Directors                                   | Actor (únicament Joe)                   |
| 2018 | Avengers: Infinity War              | Directors                                   | Actor (únicament Joe, escena eliminada) |
| 2019 | Avengers: Endgame                   | Directors                                   | Actor (únicament Joe)                   |
| 2019 | 21 Bridges                          | Productors                                  |                                         |
| 2020 | Extraction                          | Guionistes                                  |                                         |
| 2021 | Cherry                              | Directors i productors                      | Cameo (únicament Joe)                   |
| 2022 | Everything Everywhere All at Once   | Productors                                  |                                         |
| 2022 | The Gray Man                        | Directors                                   |                                         |
| 2024 | The Electric State                  | Directors                                   |                                         |

### Curtmetratges
| Any  | Títol              | Crèdits                          |
| ---- | ------------------ | -------------------------------- |
| 2002 | The Kiss           | Directors, Productor i Escritors |
| 2006 | No. 6              | Productors (únicament Joe)       |
| 2008 | Square One         | Escriptor (únicament Anthony)    |
| 2008 | Carfuckers         | Directors                        |
| 2009 | Donkey Punch       | Productors (únicament Anthony)   |
| 2012 | Leader of the Pack | Productors                       |

### Televisió
| Any           | Títol                                            | Capítol(s) | Crèdit(s)                                                      |
| ------------- | ------------------------------------------------ | --- | -------------------------------------------------------------- |
| 2003          | Lucky                                            | "Calling Dr. Con" | Directors                                                      |
| 2003–2005     | Arrested Development                             | Els dos: "Pilot" Únicamente Anthony: "Top Banana", "Key Decisions", "The Immaculate Election", "Spring Breakout" Únicament Joe: "Bringing Up Buster", "In God We Trust", "Pier Pressure", "Marta Complex", "Shock and Aww", "Missing Kitty", "Hand to God", "Motherboy XXX", "Meet the Veals" | Directors                                                      |
| 2004          | LAX                                              | "Pilot" | Directors                                                      |
| 2004–05       | LAX                                              | Tots els capítols | Coproducció                                                    |
| 2006          | Secrets of a Small Town                          | Capítol pilot fallit de la ABC | Productors executius                                           |
| 2006          | What About Brian                                 | "Pilot" | Directors                                                      |
| 2006–2007     | What About Brian                                 | Tots els capítols | Productors executius                                           |
| 2007–2008     | Carpoolers                                       | Els dos: "Pilot" Únicamente Anthony: "The Code", "The Recital" Únicament Joe: "Laird of the Rings", "What Would You Do?", "Down for the Count", "The Seminar", "A Divorce to Remember", "The Handsomest Man", "Lost in America" | Directors                                                      |
| 2007–2008     | Carpoolers                                       | Tots els capítols | Productors executius                                           |
| 2008          | Courtroom K                                      | Capítol pilot fallit de la Fox | Directors                                                      |
| 2009          | Untitled Family Pilot                            | Capítol pilot fallit de la NBC | Directors                                                      |
| 2009          | Comedy Showcase                                  | "The Increasingly Poor Decisions of Todd Margaret" | Directors                                                      |
| 2009–2015     | Community                                        | Els dos: Pilot Únicament Anthony: "Introduction to Film", "Social Psychology", "Home Economics", "The Politics of Human Sexuality", "Physical Education", "Beginner Pottery", "The Psychology of Letting Go", "Basic Rocket Science", "Asian Population Studies", "Custody Law and Eastern European Diplomacy", "Biology 101", "Competitive Ecology", "Foosball and Nocturnal Vigilantism" Únicament Joe: Spanish 101", "Advanced Criminal Law", "Football, Feminism and You", "Debate 109", "Investigative Journalism", "Romantic Expressionism", "Pascal's Triangle Revisited", "Anthropology 101", "Accounting for Lawyers", "Cooperative Calligraphy", "Advanced Dungeons & Dragons", "Intermediate Documentary Filmmaking", "Competitive Wine Tasting", "A Fistful of Paintballs", "Geography of Global Conflict", "Advanced Gay", "Documentary Filmmaking: Redux", "Geothermal Escapism", "Advanced Advanced Dungeons & Dragons" | Directors                                                      |
| 2009–2015     | Community                                        | Temporades 1, 2, 3, 5 i 6 | Productors executius, directors (fins a la cinquena temporada) |
| 2010          | Running Wilde                                    | "Pilot" | Directores, productores executius                              |
| 2010          | The Increasingly Poor Decisions of Todd Margaret | "In Which Claims are Made and a Journey Ensues" | Directors                                                      |
| 2011          | The Council of Dads                              | Capítol pilot fallit de la Fox | Directors                                                      |
| 2011–2012     | Happy Endings                                    | Els dos: "Pilot" Únicament Anthony: "Barefoot Pedaler", "Blax, Snake, Home", "Secrets and Limos" Únicament Joe: "Bo Fight", "Yesandwitch", "The St. Valentine's Day Massacre" | Directores                                                     |
| 2011–2012     | Happy Endings                                    | Temporades 1 i 2 | Productors executius                                           |
| 2011–2012     | Up All Night                                     | Únicament Joe: "Cool Neighbors", "Working Late and Working It", "Day After Valentine's Day" | Directors                                                      |
| 2012          | Animal Practice                                  | Els dos: "Pilot" Només Anthony: "Clean-Smelling Pirate" | Directors                                                      |
| 2012          | Animal Practice                                  | Tots els capítols | Productors executius                                           |
| 2015          | Agent Carter                                     | Únicament Joe: "Bridge and Tunnel" (com Joseph V. Russo) | Director                                                       |
| 2019-presente | Deadly Class                                     | Tots els capítols | Productors executius                                           |